# Typ 56 (Sturmgewehr)
Das Sturmgewehr Typ 56 ist eine chinesische Kopie der AK-47 und wird seit 1956 hergestellt.
Ursprünglich war das Sturmgewehr eine direkte Kopie der AK-47 mit einem aus ganzen Stahlblöcken gefrästen Systemkasten, es wurden jedoch einige Merkmale des AKM in die laufende Produktion eingeführt, ohne dass die Bezeichnung der Waffe geändert wurde; so wurde ab Mitte der 1960er-Jahre der Systemkasten im Blechprägeverfahren hergestellt. In der Regel sind die Typ-56-Gewehre optisch vom AK-47 beziehungsweise AKM durch die nach oben hin ringförmig geschlossenen Kornschutzbacken zu unterscheiden, außerdem haben viele der Waffen ein ständig angebrachtes ausklappbares spießförmiges Bajonett. Ein weiterer Hinweis ist der Verschlussträger, der beim Typ 56 blank belassen ist, beim AK-47 und AKM jedoch schwarz phosphatiert wurde.
Genaue Produktionszahlen sind nicht bekannt; es wird angenommen, dass seit den 1950er-Jahren 10 bis 15 Millionen Typ 56 produziert wurden, was fast ein Fünftel des weltweiten Bestandes an Waffen der AK-Reihe ausmachen würde.

## Geschichte
Während des Kalten Krieges wurde das Typ-56-Gewehr in viele Staaten und an verschiedenste Guerilla-Truppen auf der ganzen Welt geliefert. Viele dieser Waffen fanden ihren Weg zu Kriegsschauplätzen in Afrika, Südostasien und im Nahen Osten und wurden neben anderen Kalaschnikow-Varianten eingesetzt.
Die chinesische Unterstützung Nordvietnams in der ersten Hälfte der 1960er-Jahre führte dazu, dass das Typ-56 während des Vietnamkrieges sehr stark verbreitet war. Das Typ-56 war weit häufiger im Einsatz als die originalen sowjetischen AK-47 oder AKM.
Als sich die Beziehungen zwischen China und Nordvietnam in den 1970er-Jahren rapide verschlechterten und der chinesisch-vietnamesische Krieg begann, verfügte die vietnamesische Regierung immer noch über große Mengen an Typ-56-Gewehren. Zu dieser Zeit verwendete auch die Volksbefreiungsarmee den Typ 56 als Ordonnanzwaffe. So kämpften chinesische und vietnamesische Truppen mit dem gleichen Gewehr gegeneinander.
Die Waffe wurde während des Iran-Irak-Krieges in den 1980er-Jahren in großem Umfang von den iranischen Streitkräften eingesetzt, und die Reservebestände durch umfangreiche Nachkäufe aufgestockt. Während dieses Krieges beschaffte sich auch der Irak eine kleine Menge, obwohl er Hauptempfänger der sowjetischen Waffenunterstützung während dieses Konflikts war. In der Folge wurde dies ein weiterer Konflikt, in dem beide Seiten den Typ 56 einsetzten.
Nach dem Ende des Kalten Krieges wurde der Typ 56 weiterhin in vielen Konflikten von verschiedenen Streitkräften eingesetzt. Während des Kroatienkrieges und der Jugoslawienkriege wurde es von den Streitkräften Kroatiens eingesetzt. In den späten 1990er-Jahren war die sogenannte „Befreiungsarmee des Kosovo“ ein großer Nutzer des Typs 56, wobei die überwiegende Mehrheit der Waffen aus Albanien stammte, das während eines Großteils des Kalten Krieges chinesische Unterstützung erhielt.
Mitte der 1980er-Jahre begann Sri Lanka damit, sein britisches L1A1-Selbstladegewehr und sein deutsches HK G3 durch Typ 56-2 Gewehre zu ersetzen. Derzeit wird die seitlich klappbare Schaftvariante (Typ 56-2) als Ordonnanzwaffe ausgegeben.
Bei der chinesischen Volksbefreiungsarmee wurde das Typ 56 nach und nach durch das Typ 81, Typ 95 und Typ 03 („QBZ-03“) ersetzt, die Waffe bleibt jedoch bei Reserve- und Milizeinheiten im Einsatz. Waffen des Typ 56S (mit dem reduzierten Kaliber 5,56 × 45) werden von Norinco weiter für den Export produziert.
Während der Sowjetischen Intervention in Afghanistan in den 1980er-Jahren wurden viele chinesische Typ-56-Gewehre an afghanische Mudschahedin-Guerillas geliefert. Die Gewehre wurden von China, Pakistan und den USA geliefert, die sie von Waffenhändlern aus Drittländern bezogen. Es gibt fotografische Belege aus sowjetischen Quellen, auf denen erbeutete chinesische Typ-56-Gewehre von Soldaten der sowjetischen Armee in Afghanistan anstelle ihrer sowjetischen AKM- und AK-74-Gewehre eingesetzt wurden.
Als die Taliban 1996 Kabul eroberten, war die Mehrheit von ihnen mit aus Pakistan beschafften chinesischen Kleinwaffen ausgestattet. Der Einsatz des Typ 56 in Afghanistan setzte sich auch bis weit in das frühe 21. Jahrhundert hinein als Standardgewehr der Taliban fort. Nach dem Sturz der Taliban durch US-geführte Koalitionsstreitkräfte Ende 2001 wurde das Sturmgewehr Typ 56 von der afghanischen Nationalarmee eingesetzt und findet dort neben vielen anderen AK-47- und AKM-Varianten Verwendung.
Das Typ 56 wird regelmäßig von Kämpfern der Kassam-Brigaden, dem bewaffneten Flügel der Hamas, in den palästinensischen Gebieten, eingesetzt.
Der Einsatz des Typ-56 durch die Dschandschawid in der Region Darfur im Sudan ist durch zahlreiche Bilder und Nachrichtenbeiträge belegt, welche Mitglieder der Miliz zeigen, die mit diesen Gewehre ausgerüstet sind (die meisten davon von der sudanesischen Regierung).
Während des 2025 beendeten Bürgerkriegs in Syrien wurden Sturmgewehre vom Typ 56 von Streitkräften der Freien Syrischen Armee eingesetzt.

## Nichtmilitärische Nutzung
In Großbritannien und den Vereinigten Staaten werden das Typ 56 und seine Varianten wegen ihrer Ähnlichkeit als Ersatz für AK-47 häufig von der Filmindustrie verwendet. Gewehre der „Zivilversion“ Typ-56S werden oft optisch modifiziert, um militärischen AK-Varianten zu ähneln. Darüber hinaus sind in den meisten Teilen der USA auch als „Sportgewehre“ eingeordnete Versionen des Typs 56 für den privaten Besitz erhältlich, bei denen die Dauerfeueroption deaktiviert wurde.
Im Jahr 1987 wurde ein Typ 56-Gewehr und zwei weitere Schusswaffen beim Amoklauf von Hungerford in Großbritannien benutzt, bei dem auf 32 Menschen geschossen wurde, von denen 17 ihren Verletzungen erlagen. Dieser Angriff führte zur Verabschiedung des „Firearms (Amendment) Act“ von 1988, der den Besitz von halbautomatischen Gewehren verbietet und den Einsatz von Schrotflinten einschränkt.
In den Vereinigten Staaten wurde 1989 ein in Oregon unter falschem Namen erworbenes Typ-56-Gewehr beim sogenannten „Stockton School Shooting“ eingesetzt, bei dem der Täter über 100 Schuss abfeuerte, um einen Lehrer und 34 Kinder zu erschießen, wobei fünf getötet wurden. Dieser Amoklauf führte zur Verabschiedung des kalifornischen „Roberti-Roos Assault Weapons Control Act“ von 1989. Ein Typ 56, zusammen mit einem Typ 56S-1, wurde während der North-Hollywood-Schießerei 1997 verwendet.

## Versionen
- Typ 56 – Grundversion mit festem Holzschaft, Kaliber 7,62 × 39 mm.
- Typ 56-1 – Version mit nach unten abklappbarer Metallschulterstütze.
- Typ 56-2 – verbesserte Version; hergestellt nur für den Export seit den 1980er-Jahren, mit seitlich abklappbarer Schulterstütze.
- Typ 56C – verkürzte Version des Typ 56-2 für Spezialeinheiten auch innerhalb Chinas.
- Typ 56S – zivile Version, nur Einzelfeuer; Exportversion im Kaliber 5,56 × 45 mm NATO.

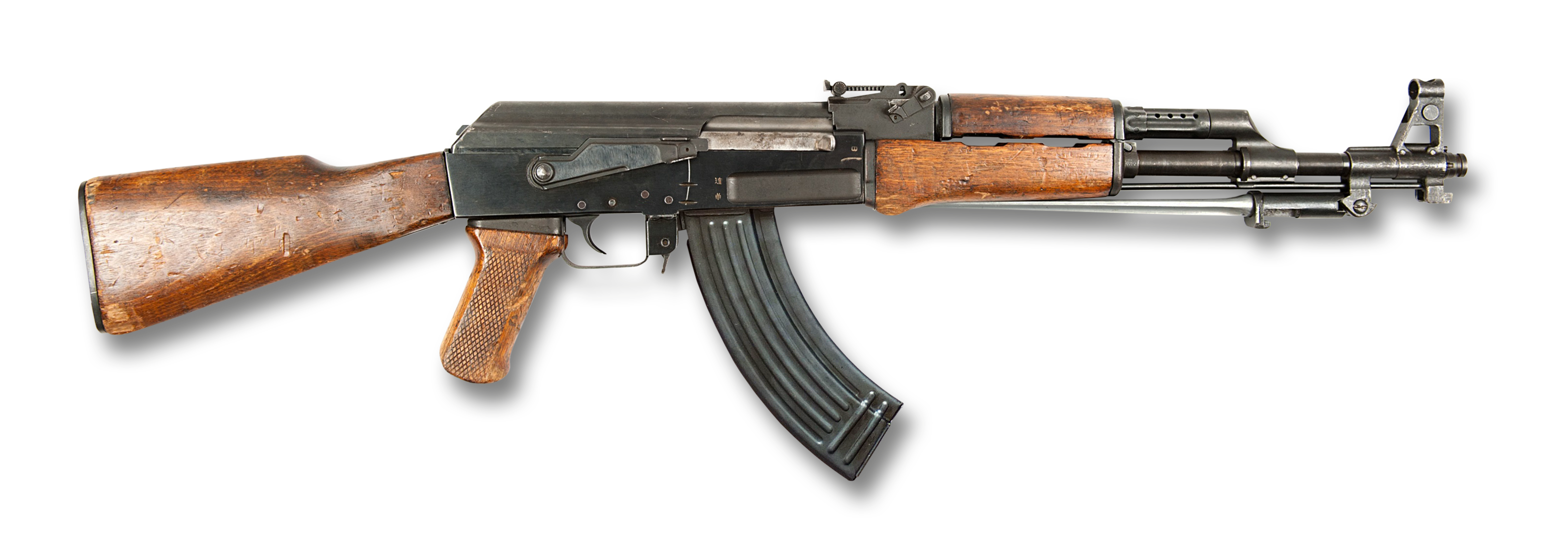
Typ 56 – Grundversion
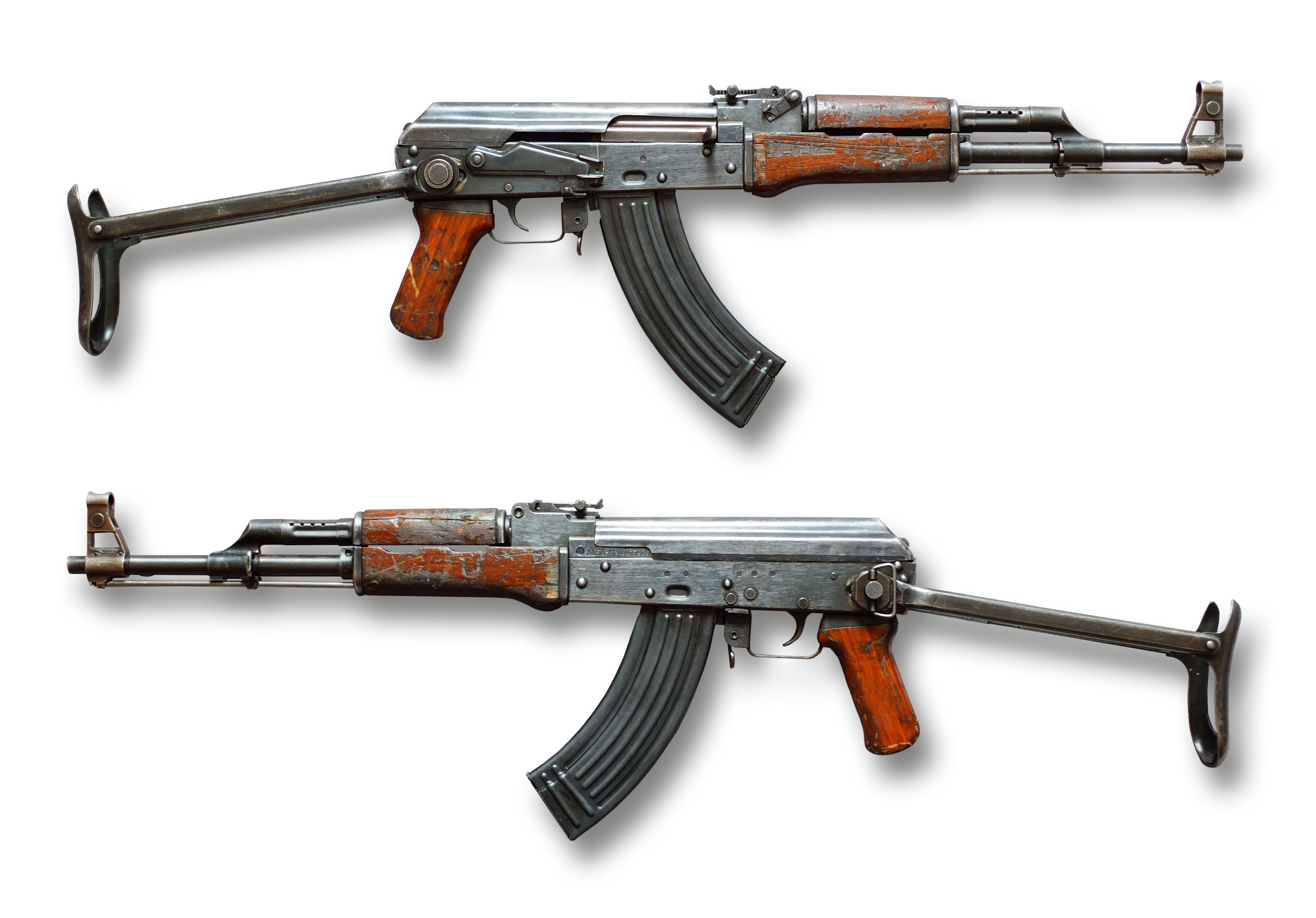
Typ 56-1
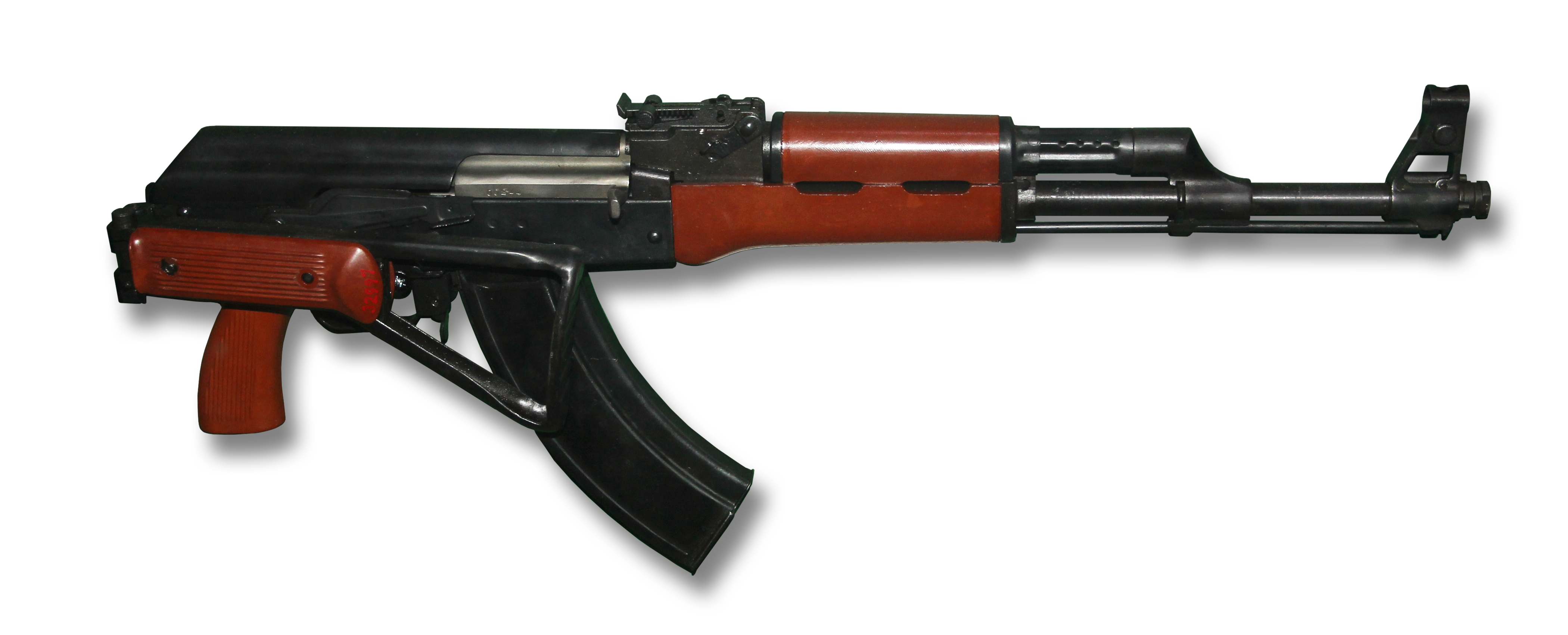
Typ 56-2
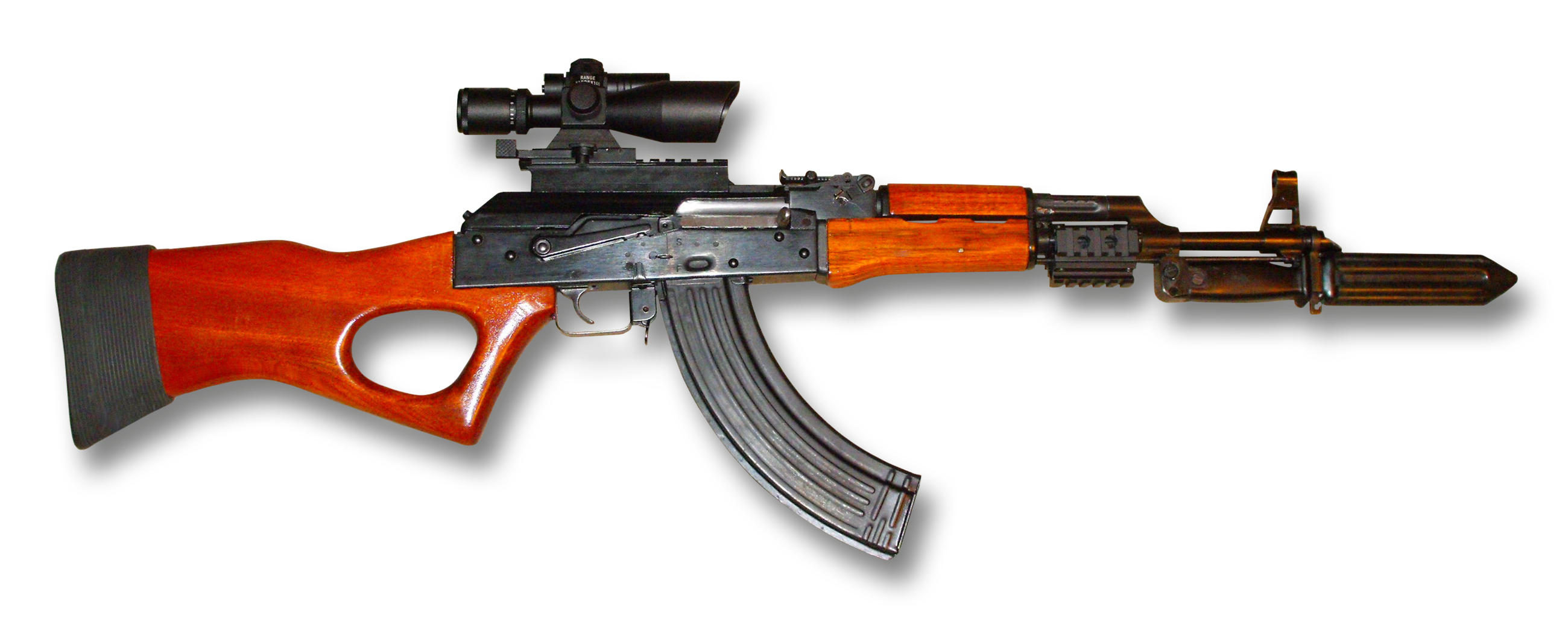
Typ 56S – Modifiziert